# Vrocourt
 Vrocourt  es una comuna y población de Francia, en la región de Picardía, departamento de Oise, en el distrito de Beauvais y cantón de Songeons.
Está integrada en la Communauté de communes de la Picardie Verte .

## Demografía
| 40 | 40 | 31 | 30 | 33 | 42 |
| Para los censos de 1962 a 1999 la población legal corresponde a la población sin duplicidades (Fuente: INSEE [Consultar]) |    |    |    |    |    |